# Eckhard Bilz
Eckhard Bilz (* 1. August 1938 in Berlin) ist ein deutscher Schauspieler und Synchronsprecher.
Der bis zur deutschen Wiedervereinigung in der DDR tätige Bilz übernahm neben seinen rund 60 Film- und Fernsehrollen (häufig war er Gast bei Kriminalfilmen oder der Krimiserie Polizeiruf 110) auch die Synchronisation zahlreicher Filme und Serien, so war er in über fünfzig Rollen bei Star Trek: Deep Space Nine und Star Trek: Raumschiff Voyager zu hören. Daneben war er Hörspielsprecher.

## Filmografie (Auswahl)
- 1962: Leistungskontrolle
- 1962: Fernsehpitaval: Auf der Flucht erschossen (Fernsehreihe)
- 1962: Die aus der 12b
- 1968: Abschied
- 1968: Die Pferdekur (Fernsehfilm)
- 1970: Im Spannungsfeld
- 1970: Effi Briest (Fernsehfilm)
- 1970: Hart am Wind
- 1971: KLK an PTX – Die Rote Kapelle
- 1971: Karriere
- 1971: Polizeiruf 110: Der Fall Lisa Murnau (Fernsehreihe)
- 1971: Anlauf (Fernsehfilm)
- 1973: Polizeiruf 110: Siegquote 180
- 1973: Der Staatsanwalt hat das Wort: … und wenn ich nein sage? (Fernsehreihe)
- 1974: Der Leutnant vom Schwanenkietz (Fernsehfilm)
- 1977: Trini
- 1978: Polizeiruf 110: Doppeltes Spiel
- 1978: Ursula
- 1979: Des Henkers Bruder
- 1980: Archiv des Todes (Fernsehserie)
- 1981: Zwei Zeilen, kleingedruckt (Dwe strotschki melkim schriftom)
- 1982: Geschichten übern Gartenzaun
- 1982: Rächer, Retter und Rapiere (siebenteilige Fernsehserie der DDR)
- 1984: Neumanns Geschichten
- 1984: Front ohne Gnade (Fernsehserie)
- 1984: Klassenkameraden (Fernsehfilm)
- 1985: Polizeiruf 110: Treibnetz
- 1986: Polizeiruf 110: Parkplatz der Liebe
- 1987: Die Alleinseglerin
- 1987: Ferienheim Bergkristall – So ein Theater (Fernsehfilm)
- 1989: Polizeiruf 110: Gestohlenes Glück
- 1998–2000: Fieber – Ärzte für das Leben (Fernsehserie, 10 Folgen)
- 1999: Hinter Gittern – Der Frauenknast (Fernsehserie, eine Folge)
- 2009: Hanna – Folge deinem Herzen (Fernsehserie, Folgen 24–164)
- 2012: Klinik am Alex (Fernsehserie, eine Folge)

## Hörspiele (Auswahl)
- 1969: Bernhard Thieme: Protokoll über einen Zeitgenossen – Regie: Fritz Göhler (Hörspiel – Rundfunk der DDR)
- 1970: Finn Havrevold: Katastrophe (Bursche) – Regie: Helmut Hellstorff (Hörspiel – Rundfunk der DDR)
- 1970: Günther Rücker: Das Modell (Pilot) – Regie: Günther Rücker (Hörspiel – Rundfunk der DDR)
- 1970: Arne Leonhardt: Charme und Elektronik (Lange) – Regie: Joachim Gürtner (Hörspiel: Neumann, zweimal klingeln Nr. 1 – Rundfunk der DDR)
- 1990: Dylan Thomas: Unter dem Milchwald – Regie: Fritz Göhler (Original-Hörspiel – Rundfunk der DDR)